# Temporada de huracanes del Atlántico de 2010
La temporada de huracanes del Atlántico de 2010 fue la primera de tres temporadas consecutivas muy activas en el Atlántico, cada una con 19 tormentas nombradas. Esta actividad superior a la media incluyó doce huracanes, igualando la cantidad que se formó en 1969. Solo las temporadas de 2020 y 2005 tuvieron más, con 14 y 15 huracanes respectivamente. A pesar del alto número de huracanes, ningún huracán azotó a los Estados Unidos, lo que convirtió a la temporada en la única temporada con diez o más huracanes sin tocar tierra en Estados Unidos. El recuento general de ciclones tropicales en el Atlántico superó al del Pacífico occidental solo por segunda vez registrada. La temporada comenzó oficialmente el 1 de junio y terminó el 30 de noviembre, fechas que convencionalmente delimitan el período durante cada año en que la formación de ciclones tropicales es más probable. El primer ciclón, Alex, se intensificó hasta convertirse en el primer huracán de junio desde Allison en 1995. El mes de septiembre presentó ocho tormentas nombradas. En octubre se registraron cinco huracanes, incluyendo Tomás, que se convirtió en el más tardío registrado en un año calendario en pasar por las Islas de Barlovento. La actividad se representó con un valor de Energía Ciclónica Acumulada (ECA) de 165 unidades, el undécimo valor más alto registrado en ese momento. La actividad se intensificó debido a un fenómeno muy fuerte de La Niña, que también provocó una temporada de huracanes inactiva en el Pacífico.
Numerosos ciclones tropicales afectaron a países ribereños del Océano Atlántico a lo largo del año. Alex causó 52 muertes y hasta $1.52 mil millones de dólares estadounidense en daños al azotar el norte de México en junio. Al mes siguiente, la tormenta tropical Bonnie azotó Florida como un ciclón débil, dejando un muerto. La tormenta tropical Colin causó una muerte por ahogamiento, y las corrientes de resaca producidas por la depresión tropical Cinco causaron la muerte de dos personas. El huracán Danielle pasó al este de Bermudas, mientras que Earl se movió paralelo a la costa este de Estados Unidos y entró en Nueva Escocia a finales de agosto, causando entre dos y ocho víctimas mortales, respectivamente. A principios de septiembre, la tormenta tropical Hermine causó importantes inundaciones en Texas y causó la muerte de ocho víctimas. El huracán más fuerte del año, Igor, causó cuatro muertes al atravesar el Atlántico y Terranova. Latinoamérica fue duramente golpeada por el huracán Karl y la tormenta tropical Matthew, con 22 y 126 muertes, respectivamente. A finales de septiembre, la tormenta tropical Nicole provocó lluvias torrenciales desde el Caribe hacia la costa este de Estados Unidos, causando 16 muertes. El huracán Paula provocó el ahogamiento de un turista frente a la costa de Cozumel a mediados de octubre, mientras que el huracán Richard dejó dos muertos en Belice a finales de ese mes. La temporada concluyó con Tomás, que causó 35 muertes a lo largo de su trayectoria por el Caribe y el Atlántico.

## Pronósticos
Antes y durante cada temporada de huracanes, los servicios meteorológicos nacionales, las agencias científicas y destacados expertos en huracanes emiten varios pronósticos de actividad de huracanes. Estos incluyen pronosticadores del Centro Nacional de Predicción de Huracanes y Clima de la Administración Nacional Oceánica y Atmosférica (NOAA) de los Estados Unidos, Tropical Storm Risk, la Met Office del Reino Unido y Philip J. Klotzbach, William M. Gray y sus asociados en el Universidad Estatal de Colorado (CSU). Los pronósticos incluyen cambios semanales y mensuales en factores importantes que ayudan a determinar la cantidad de tormentas tropicales, huracanes y huracanes importantes dentro de un año en particular.
Según Administración Nacional Oceánica y Atmosférica (NOAA) y CSU, la temporada promedio de huracanes en el Atlántico entre 1950 y 2005 contenía aproximadamente 10 tormentas tropicales, 6 huracanes, 2 huracanes mayores y un índice de Energía Ciclónica Acumulada (ACE) de 66 a 103 unidades. La  Administración Nacional Oceánica y Atmosférica (NOAA) generalmente clasifica una temporada como superior al promedio, promedio o inferior al promedio según el índice ACE acumulativo, pero ocasionalmente también se considera el número de tormentas tropicales, huracanes y huracanes importantes dentro de una temporada.

### Previsiones de pretemporada
El 7 de diciembre de 2009, Riesgo de Tormentas Tropicales (TSR) emitió su primer pronóstico de rango extendido para la temporada de huracanes del Atlántico de 2010, pronosticando 13 tormentas con nombre, 7 huracanes, 3 huracanes mayores y un índice ACE de 135 unidades. La organización hizo referencia a dos factores principales: vientos alisios más lentos en el Caribe y temperaturas oceánicas superiores a la media en el Atlántico, para una temporada superior a la media. Dos días después, la Universidad Estatal de Colorado (CSU) emitió su primer pronóstico de rango extendido, proyectando de 11 a 16 tormentas con nombre, de 6 a 8 huracanes, de 3 a 5 huracanes mayores y un índice ACE de 100 a 162 unidades. La organización declaró que, si bien un fuerte fenómeno de El Niño estaba en curso al momento de la publicación de su pronóstico, era improbable que persistiera un fenómeno cálido de El Niño-Oscilación del Sur durante la temporada de huracanes. El 27 de enero de 2010, The Weather Company (anteriormente WSI) predijo que el año presentaría 13 tormentas con nombre, 7 huracanes y 3 huracanes mayores.
La CSU emitió una actualización más detallada el 7 de abril, aumentando su pronóstico a 15 tormentas con nombre, 8 huracanes, 4 huracanes mayores y un índice ACE de 150. Se mencionó una mayor confianza en el debilitamiento de El Niño (y, por lo tanto, una menor cizalladura vertical del viento) y la continuación de temperaturas superficiales del mar anómalamente cálidas en todo el océano Atlántico. Dos días después, TSR revisó su pronóstico al alza a 16 tormentas con nombre, 8 huracanes, 4 huracanes mayores y un índice ACE de 159 unidades. En su actualización del 21 de abril, WSI predijo el año más activo desde la temporada récord de 2005, con 16 tormentas con nombre, 9 huracanes y 5 huracanes mayores. Cinco días después, la Universidad Estatal de Carolina del Norte (NCSU) publicó su único pronóstico para la temporada, con entre 15 y 18 tormentas con nombre y entre 8 y 11 huracanes. TSR mantuvo en gran medida su pronóstico para su publicación del 25 de mayo. Al día siguiente, TWC/WSI volvió a elevar su pronóstico a 18 tormentas con nombre, 10 huracanes y 5 huracanes mayores. Mientras tanto, la Oficina Nacional de Administración Oceánica y Atmosférica (NOAA) publicó su pronóstico para la temporada 2010 el 27 de mayo. La organización predijo un año de activo a extremadamente activo, con entre 14 y 23 tormentas con nombre, entre 8 y 14 huracanes y entre 3 y 7 huracanes mayores, lo que indica una continuación de la era activa que comenzó en 1995.

### Previsiones en la media temporada
El primer día de la temporada atlántica de 2010, el Centro de Estudios de Predicciones Océano-Atmosféricas de la Universidad Estatal de Florida (FSU) publicó sus únicas predicciones, pronosticando 17 tormentas con nombre, 10 huracanes y un índice ACE de 156 unidades. Al día siguiente, CSU aumentó su pronóstico a 18 tormentas con nombre, 10 huracanes y 5 huracanes mayores. El 4 de junio, TSR siguió el mismo ejemplo, con 17,7 tormentas con nombre, 9,5 huracanes, 4,4 huracanes mayores y un índice ACE de 182 unidades. La Oficina Meteorológica del Reino Unido (UKMET) publicó su única predicción para la temporada el 17 de junio, siendo el número más probable de tormentas tropicales 20 y el valor más probable del índice ACE 204 unidades. El 23 de junio, TWC/WSI volvió a aumentar su pronóstico, señalando 20 tormentas con nombre, 11 huracanes y 5 huracanes mayores. TSR emitió sus predicciones más audaces el 6 de julio, con 19,1 tormentas con nombre, 10,4 huracanes, 4,8 huracanes mayores y un índice ACE de 203 unidades.
Luego de unos meses de junio y julio levemente menos activos de lo previsto originalmente, TWC/WSI redujo su número de tormentas con nombre de 20 a 19 el 21 de julio, pero mantuvo intactos sus números de junio de 11 huracanes y 5 huracanes mayores. En su predicción estacional final del 4 de agosto, CSU dejó sus números de junio iguales, prediciendo 18 tormentas con nombre, 10 huracanes, 5 huracanes importantes y un índice ACE de 185 unidades. Ese mismo día, TSR redujo sus predicciones para su panorama estacional final, esperando 17 tormentas con nombre, 9 huracanes, 4 huracanes mayores y un índice ACE de 183 unidades. El 5 de agosto, la Oficina Nacional de Administración Oceánica y Atmosférica (NOAA) anunció el desarrollo oficial de La Niña en su último pronóstico estacional. La organización redujo los límites superiores de su pronóstico en comparación con mayo debido a una actividad menor a la esperada al inicio de la temporada, pronosticando en total entre 14 y 20 tormentas con nombre, entre 8 y 12 huracanes y entre 4 y 6 huracanes mayores. TWC/WSI emitió dos pronósticos finales el 25 de agosto y el 22 de septiembre, ambos con 18 tormentas con nombre y 10 huracanes. Sin embargo, el número de huracanes mayores aumentó de 5 a 6 en su actualización de septiembre.

## Resumen de la temporada

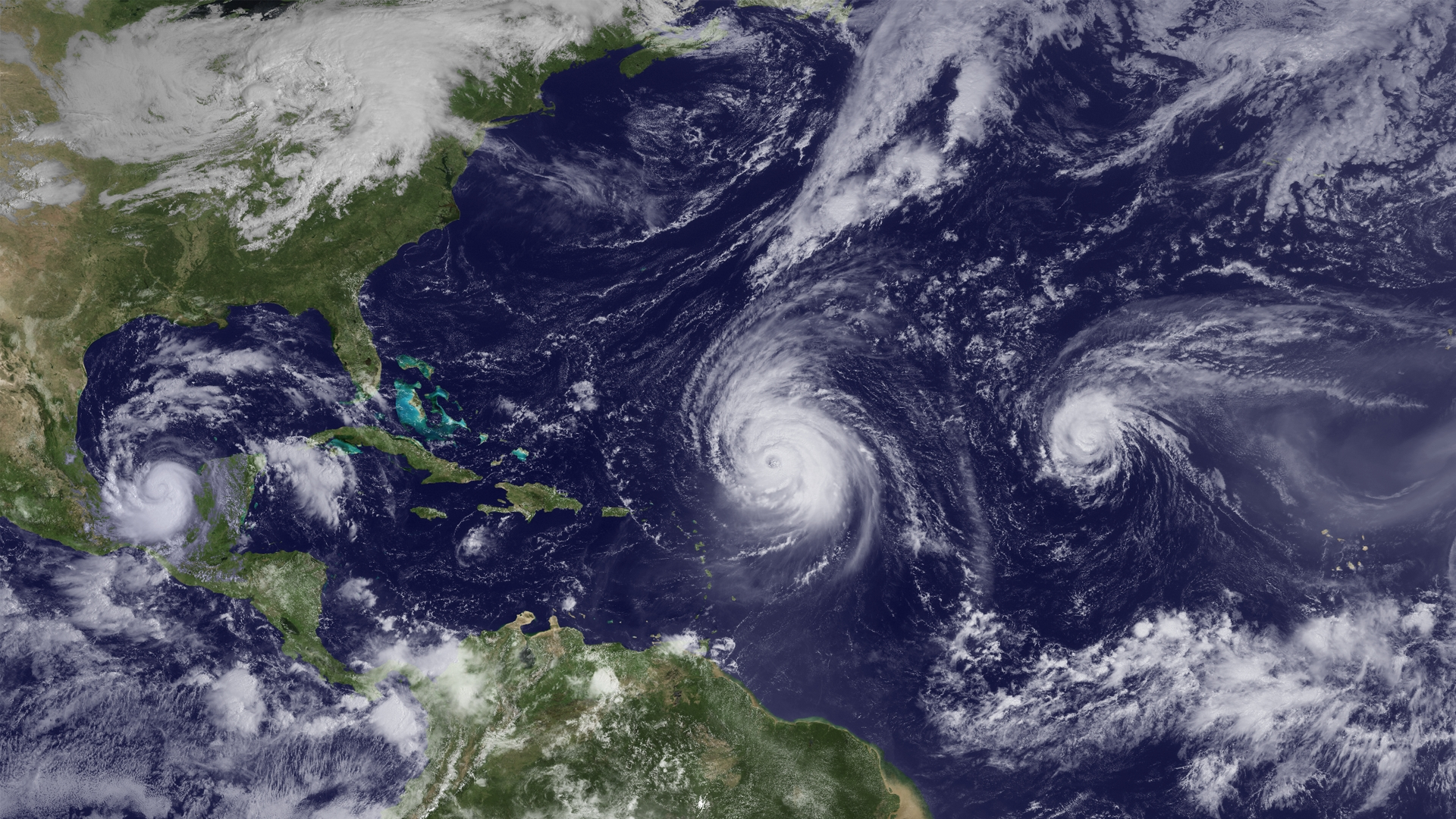
Imagen satelital de tres ciclones tropicales simultáneos el 16 de septiembre de 2010: Karl (izquierda), Igor (centro) y Julia (derecha). Todos eran huracanes en ese momento.

A diferencia del Pacífico oriental, que igualó a 1977 como el año menos activo según registros fiables, la temporada de huracanes finalizó como una de las más activas de la historia del año. Comenzó oficialmente el 1 de junio y finalizó el 30 de noviembre, fechas que convencionalmente delimitan el período anual en el que se forman la mayoría de los ciclones tropicales en el océano Atlántico. El primer sistema de la temporada, el huracán Alex, se formó el 25 de junio; el último, el huracán Tomás, se disipó el 7 de noviembre. En la estimación se formaron diecinueve tormentas nombradas, doce huracanes y cinco huracanes mayores (categoría 3 a mayor de la escala de huracanes de Saffir-Simpson). Los doce huracanes del año igualaron a 1969 en el tercer número más alto registrado, superado solo por 2005 y 2020. En ese año, hubo más tormentas tropicales en el Atlántico que en el Pacífico occidental, el segundo suceso de este tipo registrado después de 2005. En toda la base de datos de ciclones tropicales del Atlántico, es el único año con más de diez huracanes que no incluyó ningún huracán que tocara tierra en Estados Unidos.
Varios factores contribuyeron a una actividad excepcional. El fuerte fenómeno de El Niño observado en el año pasado se transformó rápidamente en un fenómeno de La Niña muy fuerte a mediados del verano de 2010, proyectando una cizalladura vertical del viento anómalamente baja en el océano Atlántico. Las temperaturas oceánicas alcanzaron niveles récord en toda la cuenca, con un promedio de 0,82 °C por encima del promedio de 1981 a 2010. No solo las temperaturas oceánicas superaron las de 2005 para romper el récord general, sino que las temperaturas medias del agua en la Región Principal de Desarrollo (MDR) del Atlántico establecieron récords mensuales de febrero a octubre de 2010. Esto fue impulsado por una Oscilación del Atlántico Norte fuertemente negativa que contribuyó a vientos alisios más débiles y, por lo tanto, a un calentamiento anómalo de las temperaturas oceánicas en los meses previos a la temporada de huracanes. Las presiones más bajas del nivel del mar prevalecieron durante gran parte de la temporada, solo por detrás de 1955 para los valores medios más bajos en la Región Principal de Desarrollo (MDR) durante el período de agosto a octubre. A pesar del elevado número de ciclones tropicales, el aire seco de nivel medio dominó el Atlántico tropical durante el pico de la temporada, lo que quizás impidió que la temporada fuera aún más activa.
El comienzo de la temporada del Atlántico presentó a Alex, el primer huracán observado en junio desde el huracán Allison en 1995. Una tormenta tropical, Bonnie, y una depresión tropical se formaron en el mes de julio. En agosto hubo cinco ciclones: una depresión tropical, las tormentas tropicales Colin y Fiona, así como los huracanes Danielle y Earl (ambos se intensificaron aún más y se convirtieron en huracanes mayores). Septiembre, el período pico de la temporada de huracanes del Atlántico, fue su mes más activo, con ocho ciclones tropicales: las tormentas tropicales Gastón, Hermine, Matthew y Nicole, así como los huracanes Igor, Julia, Karl y Lisa. Esto empató la temporada con las de 2002 y 2007 en cuanto al mayor número de tormentas tropicales desarrolladas en septiembre, un récord que se mantuvo hasta que se superó en 2020. Igor alcanzó vientos máximos de 250 km/h el 15 de septiembre, consolidando su estatus como la tormenta más intensa de la temporada. La actividad muy por encima de la media continuó hasta octubre, con la formación de los huracanes Otto, Paula, Richard, Shary y Tomas, un huracán menos que el récord mensual establecido en 1870. Tomás persistió durante el mes siguiente antes de disiparse el 7 de noviembre, anunciando el final de la actividad ciclónica tropical de la temporada. La actividad de la temporada se reflejó con un índice de la Energía Ciclónica Acumulada (ACE) de aproximadamente 165 unidades, el más alto desde 2005.

## Ciclones tropicales

### Huracán Alex
El 12 de junio, una onda tropical proveniente de África Occidental se desplazó a lo largo de la Zona de convergencia intertropical. El 20 de junio, fue monitoreada por el Centro Nacional de Huracanes (NHC) por primera vez, mientras el sistema cruzaba las Islas de Barlovento. Al día siguiente, se organizó, y el NHC pronosticó una posibilidad del 50 por ciento del desarrollo en una depresión tropical dentro de dos días siguientes. Perdió organización al día siguiente; sin embargo, las condiciones todavía eran favorables para el desarrollo. El 24 de junio, el sistema nuevamente recobró fuerza hacia el sur de Jamaica, aunque aún con poca organización. Los cazadores de huracanes volaron sobre el área al día siguiente y encontraron una circulación bien definida, y basado en los datos que recolectaron, el NHC comenzó a emitir boletines sobre la formación de la Depresión Tropical Uno, el primer ciclón tropical de la temporada 2010 del Atlántico. El 26 de junio el CNH elevó el sistema a tormenta tropical, bautizándoselo Alex. Alex es un sistema de grandes dimensiones, con un diámetro de fuerte convección de unos  700 km. En la noche del 26 de junio tocó tierra en la costa central de Belice. Después de que su interacción con tierra lo debilitara considerablemente a la categoría de depresión tropical, Alex reemergió sobre aguas oceánicas y comenzó a fortalecerse lentamente; para la noche del 29 de junio se convirtió en el primer huracán de la temporada. En la madrugada del 1 de julio, Alex tocó tierra como huracán de categoría 2 en el municipio de Soto la Marina, Tamaulipas, México después se dirigió hacia el estado mexicano de Nuevo León donde causó severas inundaciones y desbordamientos de ríos en todo el estado.
El huracán Alex inundó cientos de viviendas y provocó la evacuación de miles de residentes en República Dominicana. Daños a cultivos y cientos de estructuras ocurrieron en toda Centroamérica. En el sur de México, las lluvias torrenciales provocaron numerosos deslizamientos de tierra y lodo, mientras que los ríos crecidos inundaron muchas casas y las carreteras colapsaron. Cerca de la trayectoria de Alex en el norte de México, las precipitaciones alcanzaron hasta 890 mm (35,04 pulgadas) en Monterrey, olas de 4,0 m (13 pies) afectaron la costa, cientos de miles de ciudadanos se quedaron sin electricidad y una gran cantidad de infraestructura resultó dañada o destruida. Aunque el huracán no se desplazó directamente a la costa de Estados Unidos, sus bandas espirales produjeron vientos sostenidos con fuerza de tormenta tropical en las zonas meridionales de Texas, alcanzando un máximo de 82 km/h en Port Isabel. Las fuertes lluvias rompieron récords de acumulación, una marejada ciclónica de al menos 1,5 m (3,5 pies) causó erosión de la playa y las supercélulas incrustadas produjeron nueve tornados (todos clasificados EF0). A lo largo de su recorrido, Alex fue responsable de 51 muertes (22 desaparecidos) y 1.520 millones de dólares en daños.

### Depresión tropical Dos
El 3 de julio de 2010, una onda tropical producía dos áreas de convección en el Oeste del mar Caribe. Al día siguiente, el sistema comenzó a mostrar signos de organización, junto con un descenso de la presión atmosférica en el área. Sin embargo, luego de cruzar la península de Yucatán y entrar al golfo de México el sistema perdió organización, aunque, según los pronósticos, el ambiente en los niveles altos de la atmósfera era conducente para un desarrollo posterior. El 7 de julio, la convección se tornó más concentrada y el CNH comenzó a emitir advertencias de tormenta tropical para la costa central del golfo de México, desde Bahía de Baffin, Texas, al sur pasando la frontera México-EE. UU. hasta La Pesca, Tamaulipas. Al estar ubicada en un ambiente propicio para su desarrollo, con alta temperatura de la superficie del mar y relativamente baja cizalladura del viento, se pronosticó que la depresión tocaría tierra como tormenta tropical. Sin embargo, el sistema tocó tierra con intensidad de depresión en Isla del Padre, Texas con vientos de 55 km/h.
Tras el desarrollo de la depresión, se emitió una alerta de tormenta tropical para el noreste de México desde Río San Fernando hacia el norte hasta la Bahía de Baffin, Texas. El Servicio Meteorológico Nacional también emitió advertencias de inundaciones costeras e inundaciones repentinas para el sur y el este de Texas. Autoridades de México advirtieron a habitantes de Tamaulipas, Nuevo León y Coahuila por el potencial de fuertes lluvias, inundaciones y deslizamientos de tierra. El Sistema Nacional de Protección Civil emitió alerta roja, el nivel más alto de la escala, para partes de Tamaulipas y advirtió que era necesario extremar precauciones en zonas entre Río San Fernando y la frontera entre Texas y México. Al tocar tierra, la depresión produjo una marejada ciclónica de entre 0,61 y 1,22 m (2 y 4 pies). Partes de Mustang y Padre Island quedaron inundadas por la tormenta. Se informaron dos nubes de embudo en relación con la depresión: una cerca de Rockport y la otra cerca de Victoria. Las precipitaciones en Texas alcanzaron 5,16 pulgadas (131 mm) a lo largo del río Guadalupe adyacente a la ciudad de Victoria.

### Tormenta tropical Bonnie
El 17 de julio, una perturbación asociada a una onda tropical comenzó a producir un área de inestabilidad a unos 1100 km al este de las Islas de Barlovento, en un ambiente no muy favorable para su desarrollo. Sin embargo, al final del día 19 el CNH le asignaba un 60% de probabilidades de desarrollo tropical debido a que las condiciones se volvían más favorables para la ciclogénesis. Luego de algunas fluctuaciones, el sistema comenzó a organizarse al comienzo del día 22 de julio. A las 11:00 a. m. (EDT) el CNH emitió el primer aviso sobre la depresión tropical Tres, conjuntamente con avisos para las Islas Bahamas y la costa de Florida. En la noche, se nombra la Tormenta tropical Bonnie, segunda de la temporada. En la mañana del día 23 de julio, Bonnie toca tierra en el área de Miami. El sistema se debilitó debido a su tránsito sobre tierra en la península de Florida, por lo que fue degradado a la categoría de depresión tropical en la tarde del mismo día.
La perturbación precursora de Bonnie produjo precipitaciones de hasta 100 mm (4 pulgadas) en la República Dominicana, lo que aisló localidades debido al derrumbe de puentes y provocó la evacuación de miles de residentes. En el cercano Puerto Rico, una persona se ahogó en un río crecido. Tras su designación, se emitieron alertas y avisos de tormenta tropical a lo largo de partes de la costa de Florida. Aproximadamente 14,000 clientes de Florida se quedaron sin electricidad cuando Bonnie tocó tierra. Vientos con fuerza de tormenta tropical mínima afectaron Virginia Key, donde también se reportó una marejada ciclónica de 0.92 pies (0.28 m), y precipitaciones de hasta 3.25 pulgadas (83 mm) en el condado de Miami-Dade causaron inundaciones urbanas. A pesar de degenerar en un remanente de baja presión, Bonnie produjo totales de precipitaciones más sustanciales en Luisiana y Mississippi, alcanzando oficialmente un máximo de 5,75 pulgadas (146 mm) en Tylertown. Las estimaciones de radar de 200 a 230 mm de lluvia provocaron inundaciones repentinas que arrasaron más de 20 carreteras y puentes en la parroquia de Washington, mientras que alrededor de 110 casas se inundaron en la parroquia de West Baton Rouge. La humedad remanente se combinó con un frente frío para producir tormentas eléctricas severas y dañinas en partes del sudeste a fines de julio.

### Tormenta tropical Colin
En la tarde del 29 de julio, el CNH comenzó el seguimiento de una perturbación tropical ubicada a unos 960 km al Sureste de las islas de Cabo Verde. El 31 de julio la perturbación comenzó a interactuar con una vaguada ubicada a unos 800 km al oeste de la misma, mientras la convección aumentaba durante el día. Al día siguiente, el sistema, que no parecía tener un centro de circulación definido, mostraba buena organización y se ubicaba en un entorno muy favorable para su desarrollo. En la mañana del 2 de agosto, el CNH comenzó los avisos de la Depresión tropical Cuatro. El 3 de agosto, el sistema se nombra Colin, tercera tormenta tropical de la temporada. Sin embargo, siendo un pequeño ciclón con una velocidad de avance rápida (56 km/h), Colin no pudo soportar la cizalladura y perdió su circulación cerrada, desorganizándose. En la tarde de ese mismo día, el CNH emite el último aviso sobre el sistema, al constatar su debilitamiento según datos proporcionados por una boya meteorológica. Las autoridades meteorológicas no descartaron, sin embargo, una regeneración del sistema.
En efecto, el 5 de agosto el CNH confirmó que los remanentes de Colin se habían regenerado con intensidad de tormenta tropical. El sistema se intensificó gradualmente, pero la cizalladura y una masa de aire seco en el Atlántico norte empobrecieron la circulación de Colin y este fue degradado a depresión tropical el 8 de agosto. Horas más tarde el sistema se disipaba al noroeste del archipiélago de Bermudas.
Se emitió una alerta de tormenta tropical para Bermudas cuando Colin se aproximaba, pero luego se suspendió a medida que se debilitaba. Se observaron vientos promedio de 50 km/h (31 mph) en toda la isla, aunque los vientos máximos alcanzaron una intensidad ligeramente inferior a la de tormenta tropical, alcanzando los 60 km/h (37 mph). El Aeropuerto Internacional L.F. Wade recibió 4,1 mm (0,16 pulgadas) de lluvia. Aunque Colin se mantuvo alejado de las Carolinas, las olas de la tormenta provocaron al menos 205 rescates acuáticos y una corriente de resaca frente a Ocracoke provocó el ahogamiento de un hombre.

### Depresión tropical Cinco
El 8 de agosto, el CNH comenzó el monitoreo de un centro de baja presión de características no tropicales formado a unos 240 km al este de San Agustín, en la costa atlántica de Florida. Al mejorar las condiciones en el entorno del sistema, éste comenzó a organizarse al día siguiente mientras cruzaba la península de Florida. En la noche del 10 de agosto, con el sistema ya ubicado en el golfo de México, un avión de reconocimiento meteorológico confirmó la formación de la Depresión tropical Cinco.
 Se emitieron advertencias de tormenta tropical para la costa del golfo de México, entre Luisiana y Florida. Sin embargo, el sistema no logró una circulación definida y con una actividad convectiva disminuida, la depresión se disipó sin tocar tierra.
La depresión tropical produjo olas de hasta 3 pies (0,91 m) alrededor de la isla Anna Maria, donde dos personas murieron de ataques cardíacos relacionados con la fatiga después de quedar atrapadas en una corriente de resaca. Las fuertes lluvias en las áreas de Nueva Orleans, Luisiana y Mobile, Alabama, sumadas a la inestabilidad provocada por los remanentes de la depresión, inundaron las calles, inundando un complejo de departamentos en la primera ciudad y cortando el suministro eléctrico a 1.921 clientes en la segunda. Cuarenta casas y negocios resultaron inundados en la parroquia de Avoyelles. Las acumulaciones de lluvia alcanzaron su punto máximo al sur de Natchez, Mississippi, donde se documentaron 13,9 pulgadas (350 mm).

### Huracán Danielle
El 19 de agosto el NHC comenzó el seguimiento de una perturbación ubicada al sur de las islas de Cabo Verde, en la costa occidental de África. La perturbación se fue organizando en un ambiente relativamente favorable para su desarrollo y el 21 de agosto se comenzaron los avisos de la Depresión tropical Seis. En la tarde del 22 de agosto, se nombra el sistema Tormenta tropical Danielle, cuarta de la temporada, y al día siguiente Danielle se convierte en el segundo huracán atlántico de 2010.

A medida que se desplazaba por el océano Atlántico, el sistema comenzó un período de intensificación, alcanzando el día 24 la categoría 2 en la Escala de Saffir-Simpson, para luego disminuir inesperadamente a la categoría 1 ese mismo día y a tormenta tropical horas más tarde.
Luego de este debilitamiento, Danielle volvió a adquirir intensidad de huracán de categoría 2 el 25 de agosto. En la tarde del día 26, el centro de circulación de Danielle desarrolló un ojo bien definido de 20 M (37 km), a medida que el sistema se intensificaba mientras avanzaba por aguas abiertas del océano Atlántico. En la madrugada del día siguiente, Danielle alcanza la categoría de huracán mayor (categoría 3), para continuar intensificándose y llegar a la categoría 4 sólo tres horas después.
En las primeras horas del 28 de agosto, los datos satelitales confirmaron que el ojo de 60 M (110 km) del sistema comenzó un ciclo de reemplazo de la pared, fenómeno que si bien debilita el ciclón momentáneamente, puede conducir a un refortalecimiento ulterior. Sin embargo, el desplazamiento de Danielle sobre aguas menos cálidas en su trayectoria hacia el Norte, no permitió que dicho ciclo se completara y la tormenta disminuyó a la categoría 3 horas más tarde. Danielle continuó el proceso de debilitamiento y el 30 de agosto se convirtió en tormenta tropical mientras comenzaba la transición a ciclón extratropical. Horas más tarde se emitió el último aviso, ya que el sistema había perdido sus características tropicales.
Se emitió un aviso de tormenta tropical para Bermudas el 27 de agosto, pero se canceló rápidamente al día siguiente porque Danielle se mantuvo alejada de la isla. Las marejadas del poderoso huracán alcanzaron la costa este de Estados Unidos, lo que permitió el rescate de 250 personas en Ocean City, Maryland, y otras 70 en la costa de Florida Central. El cuerpo de un hombre, cuya muerte aparentemente se debió a ahogamiento, fue rescatado de las aguas de Satellite Beach, Florida; un segundo hombre desapareció en Ocean City, pero su cuerpo nunca fue recuperado y la búsqueda finalmente se suspendió. Los investigadores que examinaban los restos del RMS Titanic se vieron obligados a buscar refugio en St. John's, Terranova; olas de hasta 3 metros de altura impactaron la costa de Terranova.

### Huracán Earl
El 23 de agosto, el CNH comenzó el seguimiento de una perturbación tropical asociada a una onda tropical localizada frente a las costas de Guinea, en África. El sistema comenzó a mostrar signos de organización y en la mañana del 25 de agosto el CNH anuncia la formación de la Depresión tropical Siete, al sur de las islas de Cabo Verde.
 Horas, más tarde, el sistema se intensifica y se le nombra Tormenta tropical Earl, la quinta de la temporada de 2010. Durante los dos días siguientes Earl se desplaza rápidamente hacia el Oeste. El 29 de agosto, un avión de reconocimiento meteorológico confirmó que Earl se había convertido en el tercer huracán de la temporada mientras se acercaba a las Antillas Menores. Hacia el final de 29 de agosto, Earl fue ascendido a categoría 2 mientras se ubicaba a 80 km al este de Barbuda y continuaba intensificándose.
Luego de rozar Barbuda, Earl se convierte en el segundo huracán mayor de la temporada, y horas más tarde se intensifica a la categoría 4 en la escala de Saffir-Simpson. La intensidad de Earl fluctuó durante los días siguientes y en la tarde del 2 de septiembre disminuyó a categoría 3, aunque aún era un poderoso huracán mayor mientras se acercaba a los Bancos Externos de Carolina del Norte.
Los graves impactos de Earl en Antigua y Barbuda ascendieron a EC $34 millones (USD 12,6 millones). Una persona murió electrocutada al intentar restablecer el suministro eléctrico. Las ráfagas de viento se acercaron o superaron la fuerza de un huracán en Guadalupe y las islas francesas, alcanzando un máximo de 170 km/h en Gustavia. Aproximadamente 7.500 residentes se quedaron sin electricidad en San Martín, San Bartolomé y Guadalupe. Fuertes lluvias y fuertes ráfagas de viento azotaron San Cristóbal y Nieves, dejando calles inundadas y muchas residencias sin electricidad. En las Islas Vírgenes Británicas, ráfagas de viento de hasta 142 km/h dañaron o destruyeron docenas de estructuras, provocando daños por hasta 7 millones de dólares. También se observaron efectos sustanciales en las Islas Vírgenes de Estados Unidos, donde las pérdidas totales de infraestructura se estimaron en 2,5 millones de dólares y las pérdidas de ingresos debido a los turistas disuadidos alcanzaron los 10,7 millones de dólares. Las inundaciones y cables eléctricos caídos en Puerto Rico dejaron a 187.000 residentes sin electricidad y a otros 60.000 sin acceso al agua. A medida que Earl avanzaba en paralelo a la costa este de los Estados Unidos, produjo distintos grados de impacto; Carolina del Norte fue la más afectada, con más de 3,5 millones de dólares en daños. Tres personas murieron en el mar embravecido frente a Florida, una persona falleció en el mar embravecido frente a Maine y dos personas murieron por las corrientes de resaca frente a Nueva Jersey. Aproximadamente 940.000 personas se quedaron sin electricidad en Nueva Escocia y sus alrededores, donde se registró una muerte.

### Tormenta tropical Fiona
Una gran onda tropical convectiva se movió frente a la costa occidental de África a finales de agosto, desarrollándose en una depresión tropical a las 12:00 UTC del 30 de agosto a unas 1.035 mi (1.666 km) al este de las Antillas Menores. Las imágenes satelitales y los datos de un avión de investigación indicaron que la depresión se intensificó en la tormenta tropical Fiona seis horas más tarde. Dirigido por una extensa dorsal de nivel medio al norte, el ciclón se movió al oeste-noroeste durante varios días, alcanzando vientos máximos de 65 mph (105 km/h) a las 18:00 UTC del 1 de septiembre al pasar cerca de las Islas de Sotavento del norte. La posición de Fiona entre la dorsal de nivel medio y la gran circulación del huracán Earl frente a las Carolinas giró la tormenta al noroeste y luego al norte a medida que encontraba una cizalladura del viento cada vez más fuerte y comenzaba a debilitarse. La salida expansiva de Earl provocó que la circulación de bajo nivel de Fiona se dislocara de su convección, y el sistema degeneró en un bajo remanente a las 00:00 UTC del 4 de septiembre. El remanente de baja presión pasó cerca de Bermudas, produciendo vientos suaves y alrededor de 20 mm (0,78 pulgadas) de lluvia, antes de disiparse al día siguiente.

### Tormenta tropical Gaston
Una fuerte onda tropical se transformó en depresión tropical a las 06:00 UTC del 1 de septiembre, a unos 1480 km (920 mi) al oeste-suroeste de Cabo Verde. Con un estallido de convección cerca de su centro, la depresión se transformó en tormenta tropical Gastón seis horas después y alcanzó vientos máximos de 65 km/h (40 mph). A pesar de las proyecciones iniciales de que Gastón se convertiría en un huracán cada vez más fuerte sobre el Atlántico central, un aire excepcionalmente seco comenzó a envolver la tormenta después de alcanzar su punto máximo. Se debilitó a depresión tropical a las 00:00 UTC del 2 de septiembre y degeneró aún más en un sistema de bajas presiones remanente a las 18:00 UTC de ese mismo día. El sistema casi se regeneró en ciclón tropical al día siguiente, cuando una convección superficial envolvió el centro, pero el aumento de la organización fue transitorio y finalmente permaneció como un sistema de bajas presiones remanente hasta disiparse hacia el sureste en la República Dominicana el 8 de septiembre. Los remanentes de Gastón produjeron lluvias esporádicas en todo Puerto Rico, alcanzando un máximo de 3,03 pulgadas (77 mm) en Naguabo.

### Tormenta tropical Hermine
Luego de una serie de sistemas del tipo Cabo Verde, Hermine se formó en un área de perturbación en la bahía de Campeche en combinación con una vaguada de superficie. La organización del sistema finalmente dio origen a la depresión tropical Diez en la mañana del 6 de septiembre, y horas más tarde, el sistema fue bautrizado Hermine debido al significativo fortalecimiento que sostuvo el sistema. Ese mismo día, el CNH anunció que Hermine había tocado tierra a las 8:30 p. m. (CDT) como una intensa tormenta tropical con vientos de 100 km/h en la costa del noreste de México, a 170 km al nornoreste de La Pesca, Tamaulipas, produciendo intensas lluvias en una amplia zona del noreste mexicano y el sur de Texas. Casi 48 horas después de haber tocado tierra, Hermine continuaba su avance sobre el continente sin perder características de sistema tropical. El 9 de septiembre la depresión se convirtió en un ciclón extratropical, sobre Oklahoma, Estados Unidos.
Los vientos con fuerza de tormenta tropical afectaron principalmente las zonas costeras del norte de México; Matamoros registró vientos máximos sostenidos de 85 km/h (53 mph) con ráfagas de hasta 108 km/h (67 mph). Decenas de estructuras resultaron dañadas, árboles y cables eléctricos fueron derribados, y muchos residentes se quedaron sin electricidad. El impacto fue más significativo en todo Estados Unidos, más notablemente en Texas, donde 283 viviendas sufrieron daños menores, 231 viviendas sufrieron daños importantes y 68 viviendas fueron destruidas. Las lluvias torrenciales, que alcanzaron un máximo de 416 mm en Georgetown, obligaron a realizar más de 100 rescates en aguas altas. En Oklahoma, las inundaciones repentinas provocaron graves daños a la infraestructura. Varios tornados tocaron tierra en ambos estados. Siete personas murieron en Texas y una en Oklahoma, mientras que el daño total alcanzó los 240 millones de dólares.

### Huracán Igor
Una nueva perturbación tropical emergió de África el 7 de septiembre. Rápidamente, el sistema se organizó y se convirtió en la tormenta tropical Igor al sureste de las islas de Cabo Verde al día siguiente. El gobierno de las islas emitió un aviso de tormenta tropical, que fue retirado el 9 de septiembre al disminuir el sistema a la intensidad de depresión tropical e irse alejando del archipiélago. Durante el día 10 de septiembre el sistema volvió a intensificarse al nivel de tormenta tropical y se convirtió en el cuarto huracán de la temporada al día siguiente. El 12 de septiembre, Igor se intensificó rápidamente y pasó de la categoría 2 a la categoría 4 en unas pocas horas. Igor continuó su avance sobre el océano Atlántico como un poderoso huracán mayor de grandes dimensiones (su diámetro era de 815 km aproximadamente) hasta el 17 de septiembre, con algunas fluctuaciones en su intensidad. El 19 de septiembre la tormenta golpeó Bermudas como huracán de categoría 1, aunque su centro de circulación pasó al oeste del archipiélago. El día 21, con un diámetro superior a los 1060 km, Igor pasó muy cerca del Cabo Race, Terranova como un sistema casi enteramente extratropical. El 21 de septiembre, Igor concluyó su transición de sistema tropical a extratropical y el CNH emitió el último aviso sobre el ciclón.
Aunque Igor se mantuvo alejado del Caribe, grandes olas de entre 15 y 20 pies (4,6 y 6,1 m) se propagaron desde la tormenta, ahogando a una persona en Santa Cruz y a otra en Puerto Rico. Grandes olas afectaron la costa este de Estados Unidos y una persona se ahogó en Surf City, Carolina del Norte. En Bermudas, vientos sostenidos de 146 km/h (91 mph) y ráfagas de hasta 188 km/h (117 mph) derribaron árboles y cables eléctricos, dejando sin suministro eléctrico a aproximadamente 28.000 residentes. Las precipitaciones fueron prácticamente insignificantes, con un máximo de 81 mm (3,19 pulgadas). Los impactos cerca de la zona de impacto de la tormenta en Terranova fueron más severos. Se registraron precipitaciones generalizadas de más de 51 mm (2 pulgadas), con un máximo de 238 mm (9,37 pulgadas) en San Lorenzo. Por lo tanto, Igor se posiciona como el tercer ciclón tropical más húmedo en impactar la región atlántica de Canadá. Las escorrentías de las lluvias torrenciales dañaron o destruyeron estructuras, mataron a un hombre cuando su camino de entrada fue arrasado y él fue arrastrado, y aislaron a aproximadamente 150 comunidades.Vientos sostenidos de 80 mph (130 km/h) con ráfagas de hasta 107 mph (172 km/h) en Cape Pine derribaron árboles y cables eléctricos, además de dañar o destruir muchas casas. Aproximadamente 50.000 hogares se quedaron sin electricidad durante el punto álgido de la tormenta. Los daños totales alcanzaron los 200 millones de dólares en Terranova, convirtiendo a Igor en el huracán más costoso registrado en la zona. Se consideró la peor tormenta de origen tropical que azotó Terranova desde 1935.

### Huracán Julia
El 11 de septiembre, el CNH comenzó el seguimiento de una vigorosa onda tropical que emergió de las costas de África y que rápidamente comenzó a organizarse. Al día siguiente, el CNH comenzó a los avisos sobre la Depresión tropical Doce, al tiempo que se emitía una advertencia de tormenta tropical para las islas de Cabo Verde. Horas después, los datos satelitales indicaban que se había formado la tormenta tropical Julia, décima de la temporada 2010. 
El 14 de septiembre, Julia se convierte en el quinto huracán de la temporada y al día siguiente alcanza la categoría 4 en la escala de huracanes de Saffir-Simpson. Sin embargo, luego de su intensidad máxima y debido a la influencia de la circulación de Igor, Julia comenzó un paulatino debilitamiento. El 17 de septiembre Julia se convierte en tormenta tropical para volverse extratropical el 20 de septiembre.
El Gobierno de Cabo Verde emitió una alerta de tormenta tropical para el archipiélago ante la aproximación de Julia. Ráfagas de viento de 39 a 48 km/h dañaron cultivos de maíz, y olas de 3 a 4,5 m afectaron la costa. Los deslizamientos de tierra aislaron a la comunidad de Covão Grande. Las precipitaciones fueron insignificantes, alcanzando un máximo de 0,39 pulgadas (9,9 mm) en Sal.

### Huracán Karl
La interacción de una onda tropical y otra vaguada alargada dio lugar al desarrollo de una depresión tropical a las 12:00 UTC del 14 de septiembre,
a unas 375 mi (605 km) al este de Chetumal, México. La depresión se intensificó hasta convertirse en la tormenta tropical Karl seis horas más tarde
y continuó fortaleciéndose hasta tocar tierra cerca de Río Huach, México, con vientos de 65 mph (105 km/h) a las 12:45 UTC del 15 de septiembre.
Aunque los vientos de la tormenta disminuyeron sobre tierra, la estructura de la tormenta en realidad mejoró, lo que permitió que Karl se convirtiera rápidamente en huracán a las 18:00 UTC del 16 de septiembre, una vez que emergió sobre la Bahía de Campeche.
Un período de rápida profundización llevó al ciclón a su pico de 125 mph (200 km/h) a primeras horas del 17 de septiembre, el único huracán mayor registrado en la Bahía de Campeche. El aumento de la cizalladura y el arrastre de aire seco hicieron que Karl se debilitara ligeramente, pero mantuvo vientos de 115 mph (185 km/h) mientras tocaba tierra al norte de Veracruz, México a las 16:45 UTC del 17 de septiembre. El sistema se debilitó rápidamente sobre el terreno montañoso de México, cayendo a intensidad de tormenta tropical a las 00:00 UTC del 18 de septiembre, debilitándose a depresión tropical seis horas después y disipándose a unas 85 mi (135 km) al sureste de Veracruz a las 12:00 UTC.
En todo Quintana Roo, las fuertes lluvias provocadas por Karl provocaron inundaciones dispersas que obligaron a cientos de familias a abandonar sus hogares. Más de 600 casas fueron destruidas en la ciudad de Chetumal a consecuencia de inundaciones y deslizamientos de tierra. En el momento más álgido de la tormenta, un total de 54.265 residentes se quedaron sin electricidad; sin embargo, la mayoría recuperó el suministro eléctrico en un día. Se perdieron miles de hectáreas de cultivos. Al tocar tierra en Veracruz, Karl provocó fuertes lluvias generalizadas, que alcanzaron un máximo de 453 mm en Misantla, México. Los fuertes vientos arrancaron cientos de miles de árboles y derribaron cables eléctricos, dejando a 280.000 residentes a oscuras. Más de 200 mil viviendas resultaron dañadas o destruidas en los estados de Veracruz, Tabasco y Oaxaca. Un total de 22 personas murieron a causa de la tormenta y el coste de los daños ascendió a aproximadamente 3.900 millones de dólares.

### Huracán Lisa
Tras una secuencia de huracanes en Cabo Verde, otra onda tropical se movió frente a la costa de África el 16 de septiembre de 2010. Una amplia zona de baja presión se desarrolló asociada a la onda a su paso al suroeste de Cabo Verde. A las 18:00 UTC del 20 de septiembre, la onda se convirtió en una depresión tropical a unos 740 km (460 mi) al suroeste de Cabo Verde. Una dorsal subtropical inusualmente débil dirigió el sistema hacia el norte, el este y luego de nuevo hacia el norte durante los días siguientes. La depresión se intensificó hasta convertirse en tormenta tropical Lisa seis horas después de su formación, pero volvió a perder intensidad a depresión tropical a las 18:00 UTC del 22 de septiembre al entrar aire seco en la circulación. Un entorno más favorable permitió que Lisa recuperara la categoría de tormenta tropical a las 12:00 UTC del día siguiente y, posteriormente, comenzara un período de rápida intensificación. El pequeño ciclón alcanzó la intensidad de huracán a las 21:00 UTC del 24 de septiembre y alcanzó vientos máximos de 135 km/h (85 mph) seis horas después. El enfriamiento progresivo de las aguas y una cizalladura más intensa hicieron que Lisa se debilitara a tormenta tropical la madrugada del 25 de septiembre, se debilitara a depresión tropical la madrugada del 26 de septiembre y degenerara en un sistema de baja presión remanente a las 18:00 UTC de ese mismo día. El sistema de baja presión remanente se desplazó al noroeste y al norte, disipándose a las 06:00 UTC del 29 de septiembre a unos 960 km al sur-suroeste de las Azores.

### Tormenta tropical Matthew
La misma onda tropical que originó Julia se desplazó frente a la costa occidental de África el 11 de septiembre de 2010, lo que dio origen al desarrollo de una depresión tropical a las 12:00 UTC del 23 de septiembre,
a unos 910 km (565 mi) al este de Cabo Gracias a Dios. Dirigida de oeste a oeste-noroeste por una dorsal subtropical al norte, la depresión se organizó progresivamente, intensificándose hasta convertirse en la tormenta tropical Matthew seis horas después de su formación y alcanzando vientos máximos de 95 km/h (60 mph) a las 18:00 UTC del 23 de septiembre, intensidad que mantuvo al acercarse al sur de Cabo Gracias a Dios una hora más tarde. El sistema emergió brevemente en el Golfo de Honduras el 25 de septiembre antes de tocar tierra por segunda vez al noreste de Monkey River Town, Belice, con vientos de 65 km/h (40 mph) alrededor de las 15:00 UTC.
El sistema se debilitó rápidamente una vez tierra adentro, cayendo a una depresión tropical a las 18:00 UTC y degenerando en un remanente de baja presión a las 12:00 UTC del 26 de septiembre. El remanente de baja presión giró al suroeste y se disipó doce horas después.
La ola precursora de Matthew produjo fuertes lluvias en partes de Venezuela, destruyendo varias viviendas y provocando ocho muertes. Los impactos se extendieron por toda Centroamérica, especialmente en Nicaragua, donde murieron 70 personas. Se derrumbaron puentes, se destruyeron carreteras, se interrumpieron las vías de comunicación y hasta 255 comunidades se vieron afectadas por la tormenta. Se observaron daños similares, pero menos graves, en Honduras, donde murieron cuatro personas, y en El Salvador, donde murió una persona. Se registraron totales generalizados de lluvia de 250 mm (10 pulgadas) en Veracruz, alcanzando un máximo de 425 mm (16,73 pulgadas) en Acayucan. Los impactos combinados del huracán Karl y la tormenta tropical Matthew en el estado cuestan hasta $8 mil millones. Las inundaciones provocadas por Matthew en el interior de México, que ya registraba uno de sus años más húmedos registrados, provocaron un deslizamiento de tierra en Santa María Tlahuitoltepec que mató a siete personas.

### Tormenta tropical Nicole
En la mañana del 26 de septiembre el Centro Nacional de Huracanes (CNH) comenzó el seguimiento de un área de perturbación meteorológica, posiblemente asociada a la Tormenta tropical Matthew, en el Noroeste del mar Caribe.
Dicha área derivó hacia el Norte y más tarde se formó un centro de baja presión.
El 28 de septiembre se forma la Depresión tropical Dieciséis.
Al día siguiente, el sistema, más organizado, fue nombrado Nicole, decimotercera tormenta tropical de la temporada, mientras se movía al Noreste de Cuba.
Sin, embargo, unas horas más tarde el centro de circulación del sistema perdió definición sobre el estrecho de Florida, para luego disiparse.
Nicole produjo una enorme cantidad de lluvia en Jamaica, con un total de 37,42 pulgadas (950 mm) en Belleisle. Las graves inundaciones y deslizamientos de tierra afectaron a 507.831 residentes, provocando 16 muertos y 42 heridos. Las carreteras inundadas aislaron a las comunidades, atrapando a cientos de personas en sus hogares. Más de 288.000 residencias se quedaron sin electricidad, más del 40 por ciento de los sistemas de suministro de agua de la isla quedaron inoperables en un momento dado y docenas de puentes se derrumbaron. Los daños a la infraestructura ascendieron a 235,4 millones de dólares, mientras que los daños a la propiedad alcanzaron los 3,2 millones de dólares y los daños agrícolas sumaron 6,8 millones de dólares. En la cercana Cuba, las precipitaciones alcanzaron los 234 mm y los vientos alcanzaron los 85 km/h; como resultado, las casas se inundaron, los cultivos se dañaron y el ganado murió. Impactos similares ocurrieron en las Islas Caimán, con cortes de energía esporádicos, inundaciones en localidades bajas y viviendas dañadas. Si bien los remanentes de Nicole produjeron solo impactos menores en Florida, principalmente en forma de inundaciones en las calles, los impactos fueron mucho más severos en el Atlántico Medio, ya que el sistema se combinó con una gran área de baja presión en toda la región. Las precipitaciones récord, que se acumularon hasta 22,54 pulgadas (573 mm) en Wilmington, Carolina del Norte, cerraron más de 150 carreteras, dejaron sin electricidad y provocaron accidentes de tránsito.

### Huracán Otto
El 30 de septiembre de 2010, un área de perturbación meteorológica se extendía desde el extremo oriental del mar Caribe hasta aguas del océano Atlántico, asociada a dos ondas tropicales.  Dicha área produjo tormentas eléctricas desorganizadas y aguaceros durante varios días al irse desplazando con dirección general Oeste-Noroeste. Mientras tanto, las condiciones en los niveles altos de la atmósfera se iban volviendo gradualmente más conducentes para el desarrollo del sistema, que sobrevivió unos días de fuerte cizalladura. Finalmente, el 5 de octubre, el centro de baja presión comenzó a producir bandas nubosas y abundante actividad de tormenta mientras se ubicaba a 435 km al Nor-Noroeste de San Juan, Puerto Rico. El sistema adquirió algunas características de sistema subtropical y se le designó como Depresión subtropical Diecisiete. Unas horas más tarde, sin embargo, se fortaleció y se le rebautizó como Tormenta subtropical Otto. El ciclón hizo su transición a sistema tropical, convirtiéndose en tormenta tropical en la mañana del 7 de octubre. Otto fue el primer sistema subtropical en el Atlántico desde la Tormenta tropical Laura de 2008. El 8 de octubre Otto se convierte en el octavo huracán de la temporada. Hacia el final del día 9 de octubre, Otto se debilita a la intensidad de tormenta tropical mientras avanzaba por el océano Atlántico con dirección general Noreste., volviéndose extratropical el 10 de octubre.
Otto y su precursor provocaron varios días de lluvia y ráfagas de viento en las Antillas Mayores. En Santa Lucía, 400 casas resultaron gravemente inundadas o destruidas, se cortó el suministro de agua y se registraron cortes de electricidad. Los impactos de las tormentas en San Cristóbal y Nieves inundaron viviendas, provocaron erosión menor en las playas, derribaron puentes, arrasaron carreteras y provocaron graves interrupciones en los servicios eléctricos. En todas las Islas Vírgenes de Estados Unidos se batieron récords de precipitaciones mensuales, con 547 mm (21,52 pulgadas) en Red Hook. Las inundaciones y deslizamientos de tierra en las islas circundantes cerraron carreteras y autopistas. En las Islas Vírgenes Británicas, las peores inundaciones en la historia del país, con precipitaciones de hasta 634 mm (24,98 pulgadas), volcaron automóviles, dañaron tuberías de drenaje y líneas de servicios públicos y dejaron a los residentes sin agua. Las inundaciones generalizadas en Puerto Rico afectaron al menos 295 carreteras, incluidas al menos 14 que resultaron gravemente dañadas, e impactaron los cultivos. Los deslizamientos de tierra y los postes de servicios públicos caídos aislaron comunidades, los suministros de agua se contaminaron y numerosas personas necesitaron ser rescatadas.

### Huracán Paula
Paula fue un pequeño pero intenso huracán que afectó el estado mexicano de Yucatán y la mitad occidental de Cuba. El 7 de octubre un centro de baja presión ubicado en el mar Caribe occidental producía tormentas eléctricas desorganizadas. Dicha área mostró signos de organización el 9 de octubre y el CNH dio al sistema una chance alta de formación de un nuevo ciclón tropical, mientras se encontraba al Sureste de Nicaragua. Luego de varios días, la perturbación apenas había mejorado su organización, aunque sí mostraba una circulación bien definida. El 11 de octubre, un avión de reconocimiento meteorológico confirmó que el sistema tenía intensidad de depresión tropical y debido a su creciente fortalecimiento, el CNH comenzó a emitir avisos sobre la Tormenta tropical Paula. El 12 de octubre, Paula se transformó en el noveno huracán de la temporada. Se emitieron avisos para Honduras, México y Cuba mientras Paula continuaba fortaleciéndose en aguas del canal de Yucatán, hasta alcanzar la categoría 2 de la escala de Saffir-Simpson. Sin embargo, en la tarde del día siguiente Paula comenzó a debilitarse a medida que Paula se acercaba a la costa cubana causando fuertes lluvias sobre la isla. El sistema tocó tierra con intensidad de tormenta tropical cerca de la localidad de Puerto Esperanza, Cuba. Durante los dos días siguientes, la tormenta bordeó la costa norte de la isla para convertirse en depresión tropical el 15 de octubre y en una baja remanente, horas más tarde.
En el noreste de Honduras, zonas bajas fueron evacuadas y numerosas viviendas fueron destruidas. Las precipitaciones alcanzaron un máximo de 200 mm, lo que provocó inundaciones generalizadas. Olas de hasta 2,1 metros de altura afectaron la costa. Una turista estadounidense se ahogó en Cozumel después de sucumbir a mares agitados. Sólo se observaron impactos muy menores a lo largo de la costa noreste de la península de Yucatán. Las bandas exteriores de Paula afectaron a Cuba, donde las precipitaciones alcanzaron un máximo de 7,32 pulgadas (186 mm) y los vientos alcanzaron los 68 mph (109 km/h). Los fuertes vientos derribaron numerosos árboles, bloquearon carreteras y dañaron los techos de varias viviendas. Sin embargo, la lluvia se consideró beneficiosa en general para los cultivos y el bajo nivel de los embalses. El oleaje embravecido desprendió el hormigón del malecón de La Habana y sumergió las calles costeras bajo una capa de agua de entre 30 y 61 cm (1 y 2 pies).

### Huracán Richard
El 16 de octubre el CNH comenzó el monitoreo de un área de perturbación asociado a una vaguada sobre el mar Caribe sur-occidental. El área de baja presión se mantuvo sobre las costas de América Central por varios días, casi incambiado, mientras se expandía. El sistema comenzó a mejorar su organización al mejorar las condiciones en su entorno. Un vuelo de reconocimiento meteorológico encontró una circulación definida el día 19 y al día siguiente, se designó el sistema como Depresión tropical Diecinueve, al sur de las islas Caimán. En la mañana del 21 de octubre, el ciclón se convierte en la tormenta tropical Richard, decimosexta de la temporada 2010. EL 24 de octubre Richard se intensificó a huracán categoría 1 para tocar tierra al sur de Ciudad de Belice. A medida que cruzaba la península de Yucatán, el sistema comenzó a debilitarse; alcanzó el golfo de México como una débil depresión tropical, y luego se disipó totalmente el 27 de octubre.
Aunque Richard se dirigió al norte de Honduras, los fuertes vientos a lo largo de la costa derribaron árboles y cables eléctricos. Los deslizamientos de tierra dejaron varadas a hasta 15,000 personas en 40 localidades. La isla de Roatán recibió una ráfaga de viento de 93 km/h (58 mph). Más al norte y al oeste de Belice, el Zoológico de Belice y el Centro de Educación Tropical, atracciones populares para los turistas, sufrieron graves daños. Cerca del 80% de la cosecha de pomelo y casi el 25% de la de naranja se perdieron allí. Se registraron dos muertes: un hombre falleció cuando su bote volcó en mares agitados, mientras que otro hombre murió atropellado por un jaguar que escapó después de que un árbol destrozara su jaula. Los daños ascendieron a más de 80 millones de dólares.

### Huracán Shary
El 27 de octubre de 2010, una vaguada casi estacionaria generó una zona de baja presión en las Antillas Menores, que interactuó con una depresión en altura para producir una zona de convección. La estructura nubosa asimétrica se asemejaba inicialmente a un ciclón subtropical, que se tornó más circular a medida que el sistema se desplazaba hacia el oeste-noroeste, alejándose de la depresión en altura. A última hora del 28 de octubre, la depresión se convirtió en una depresión tropical a unos 830 km (520 mi) al sur-sureste de Bermudas, después de que la circulación se definiera mejor dentro de las tormentas. Con temperaturas del agua marginales y cizalladura del viento, las condiciones favorecieron un mayor fortalecimiento, y la depresión se intensificó rápidamente hasta convertirse en la tormenta tropical Shary. Las tormentas eléctricas se extendieron por la circulación, a pesar de la presencia de aire seco. Influenciada por la aproximación de un frente frío, Shary ralentizó su trayectoria y giró hacia el noreste. Tras una disminución de la cizalladura del viento, la tormenta logró intensificarse y desarrollar una pequeña formación ocular. A primeras horas del 30 de octubre, Shary se intensificó hasta alcanzar la categoría de huracán, alcanzando vientos máximos de 120 km/h (75 mph). El Centro Nacional de Huracanes (NHC) lo describió como un huracán pequeño que no se habría observado antes de la disponibilidad de imágenes satelitales de microondas. Al alcanzar esta intensidad, Shary se atrincheró en un flujo profundo del suroeste en latitudes medias, lo que provocó un movimiento acelerado hacia el noreste.Al acelerar sobre aguas más frías, Shary perdió su simetría convectiva al interactuar con el frente frío que se aproximaba. A última hora del 30 de octubre, el huracán se transformó en ciclón extratropical y, poco después, fue absorbido por el frente que se aproximaba.
Inmediatamente después del primer aviso sobre Shary el 28 de octubre, el gobierno de Bermudas emitió una advertencia de tormenta tropical para toda la isla. JetBlue canceló vuelos de Estados Unidos a Bermudas debido a la tormenta. El Causeway, un puente de baja altitud que conecta la isla de St. David con el continente, tenía previsto cerrar a las 19:00 h (hora local) del 29 de octubre; como consecuencia, se cancelaron varios partidos de fútbol americano. El servicio de ferry entre la parroquia de Hamilton y la isla de St. George se suspendió temporalmente. Los funcionarios locales instaron a los residentes a asegurar sus embarcaciones como medida de seguridad. La advertencia de tormenta tropical fue cancelada durante la noche del 29 de octubre, ya que Shary ya no representaba una amenaza para Bermudas. Dado que Shary se alejó de Bermudas antes de impactar directamente la isla, sus efectos fueron limitados. Solo cayeron 14 mm de lluvia durante su paso, y las ráfagas de viento alcanzaron los 55 km/h.

### Huracán Tomás
A fines de octubre, una potente onda tropical se movió desde África hacia el océano Atlántico central. Comenzó a mostrar organización el 28 de octubre y al día siguiente, un vuelo de reconocimiento de los Cazadores de huracanes confirmó el desarrollo de circulación en superficie, una señal de ciclogénesis. En consecuencia, el CNH declaró la formación de la Tormenta tropical Tomas e inició los avisos correspondientes, mientras esta se ubicaba al Sureste de Barbados. La formación de Tomas significó la tercera oportunidad en que un ciclón tropical recibió un nombre con la letra 'T': anteriormente se había designado al Huracán Tanya en 1995 y a la Tormenta tropical Tammy en 2005. El 30 de octubre, Tomas se convirtió en el duodécimo huracán de la temporada a su paso por Santa Lucía, donde se reportaron ráfagas de 150 km/h y daños en residencias y tendido eléctrico y 12 personas fallecidas. Igualmente afectadas resultaron las islas de San Vicente, y Barbados, donde reportes de radioaficionados señalaron daños generalizados. El aeropuerto de Hewanorra, en Santa Lucía permaneció cerrado debido a los vientos sobre la isla. Tomas continuó fortaleciéndose y alcanzó la categoría 2 en la escala de Saffir-Simpson en las primeras hotas del día 31. Sin embargo, algunas horas después de ingresar al mar Caribe, Tomas comenzó a debilitarse debido a la cizalladura que comenzó a afectar al sistema desde el Suroeste. En la madrugada del 3 de noviembre, Tomas apenas era una tormenta tropical; fue degradado a depresión tropical pocas horas después. Esa misma tarde, el sistema volvió a intensificarse a fuerza de tormenta tropical. El 4 de noviembre, a medida que se acercaba al paso de los Vientos desde el Suroeste, Tomas comenzó un rápido fortalecimiento que lo convertiría en huracán nuevamente. Tomas descargó abundantes lluvias sobre Haití y República Dominicana a su paso al oeste de La Española entre el 4 y el 5 de noviembre. Las localidades dominicanas de Higüey y Polo registraron lluvias del orden de los 263 y 228 mm respectivamente. El ciclón pasó con intensidad de huracán sobre las islas Bahamas del Sureste y las islas Turcas y Caicos entre el 5 y el 6 de noviembre, para ingresar en aguas abiertas del océano Atlántico. Al alejarse del archipiélago, el sistema descendió a intensidad de tormenta tropical, pero algunas horas más tarde, un avión de reconocimiento encontró que Tomas era nuevamente un huracán de categoría 1 con vientos de 130 km/h. Sin embargo, el sistema comenzó a debilitarse rápidamente el 7 de noviembre mientras se desplazaba sobre aguas oceánicas abiertas. Ese mismo día, Tomas completó su transición a sistema extratropical y el CNH emitió el último aviso sobre el sistema.
Los impactos en las Islas de Barlovento fueron considerables, pero se concentraron con mayor intensidad en Santa Lucía. Allí, las ráfagas alcanzaron los 111 km/h (69 mph), derribando árboles y cables eléctricos. Las lluvias torrenciales de hasta 670 mm (26,3 pulgadas) provocaron deslizamientos de tierra y lodo que dañaron o destruyeron numerosas estructuras, puentes y vehículos. La mayoría de los cultivos de plátano y banano de la isla quedaron destruidos. Hasta 14 personas murieron. Más al oeste, en Curazao, Tomás provocó el fenómeno de lluvias más prolífico en cuatro décadas. Un anciano murió después de sufrir un ataque cardíaco y ahogarse en su vehículo inundado, mientras que un trabajador de rescate murió después de que se derrumbara una pared del hospital. En Haití, ya devastado por un catastrófico terremoto de 7,0 MW menos de un año antes, fuertes lluvias inundaron un campamento de refugiados y provocaron deslizamientos de tierra que destruyeron casas y carreteras. Allí murieron hasta 35 personas, aunque se temía que pudieran morir muchas más, ya que Tomás agravó un brote de cólera ya mortal.

## Nombres de ciclones tropicales
Los siguientes nombres fueron los usados para los ciclones tropicales nombrados que formados en el Océano Atlántico en 2010. Los nombres retirados fueron anunciados por la OMM en la primavera boreal de 2011. Los nombres no retirados de esta lista serán usados nuevamente en la temporada de 2016. Los nombres no usados están marcados con gris, Esta es la misma lista que se usó en la temporada de 2004, a excepción de Colin, Fiona, Igor y Julia, que reemplazan los nombres de cuatro huracanes mayores que dejaron cuantiosos daños en 2004: Charley, Frances, Iván y Jeanne, respectivamente. Los nombres: Colin, Fiona, Igor, Julia, Paula, Richard, Shary y Tomás., se usaron por primera vez esta temporada.
| - Alex - Bonnie - Colin - Danielle - Earl - Fiona - Gaston | - Hermine - Igor - Julia - Karl - Lisa - Matthew - Nicole | - Otto - Paula - Richard - Shary - Tomás - Virginie (sin usar) - Walter (sin usar) |

### Nombres retirados
El 16 de marzo de 2011, en la 33.ª reunión del comité de huracanes de la AR IV, la Organización Meteorológica Mundial retiró los nombres Igor y Tomas de sus listas rotativas de nombres debido al número de muertes y daños que causaron, y no se volverán a utilizar por otro huracán en el Atlántico. Fueron reemplazados por Ian y Tobias, respectivamente, para la temporada de 2016.

## Estadísticas de temporada
Esta es una tabla de todos los sistemas que se han formado en la temporada de huracanes de 2010. Incluye su duración, nombres, áreas afectada(s), indicados entre paréntesis, daños y muertes totales. Las muertes entre paréntesis son adicionales e indirectas, pero aún estaban relacionadas con esa tormenta. Los daños y las muertes incluyen totales mientras que la tormenta era extratropical, una onda o un baja, y todas las cifras del daño están en USD 2010.
| DT | TT | 1 | 2 | 3 | 4 | 5 |

| Nombre                  | Fechas activo                  | Categoría de tormenta en intensidad máxima | Vientos máx. (km/h) | Presión min (hPa) | ACE     | Áreas afectadas                   | Áreas afectadas  | Áreas afectadas | Daños (en millones USD) | Muertos  |
| Nombre                  | Fechas activo                  | Categoría de tormenta en intensidad máxima | Vientos máx. (km/h) | Presión min (hPa) | ACE     | Lugar                             | Fecha            | Vientos (km/h)  | Daños (en millones USD) | Muertos  |
| ----------------------- | ------------------------------ | ------------------------------------------ | ------------------- | ----------------- | ------- | --------------------------------- | ---------------- | --------------- | ----------------------- | -------- |
| Alex                    | 25 de junio – 2 de julio       | Huracán categoría 2                        | 175 (110)           | 946               | 7.705   | Ciudad de Belice                  | 27 de junio      | 100 (65)        | $1.52 mil millones      | 33 (19)  |
| Alex                    | 25 de junio – 2 de julio       | Huracán categoría 2                        | 175 (110)           | 946               | 7.705   | Soto la Marina, México            | 1 de julio       | 175 (110)       | $1.52 mil millones      | 33 (19)  |
| Dos                     | 8 – 9 de julio                 | Depresión tropical                         | 55 (35)             | 1005              | 0       | Isla del Padre Sur, Texas         | 8 de julio       | 55 (35)         | N/A                     | 0        |
| Bonnie                  | 22 – 24 de julio               | Tormenta tropical                          | 75 (45)             | 1005              | 0.405   | Isla Ragged, Bahamas              | 22 de julio      | 65 (40)         | $1.36 millones          | 1        |
| Bonnie                  | 22 – 24 de julio               | Tormenta tropical                          | 75 (45)             | 1005              | 0.405   | Isla Andros, Bahamas              | 23 de julio      | 75 (45)         | $1.36 millones          | 1        |
| Bonnie                  | 22 – 24 de julio               | Tormenta tropical                          | 75 (45)             | 1005              | 0.405   | Elliot Key, Florida               | 23 de julio      | 65 (40)         | $1.36 millones          | 1        |
| Colin                   | 2 – 8 de agosto                | Tormenta tropical                          | 95 (60)             | 1005              | 1.865   | Ninguno                           | Ninguno          | Ninguno         | Minima                  | 1        |
| Cinco                   | 10 – 11 de agosto              | Depresión tropical                         | 55 (35)             | 1008              | 0       | Ninguno                           | Ninguno          | Ninguno         | $1 millones             | 0 (2)    |
| Danielle                | 21 – 30 de agosto              | Huracán categoría 4                        | 215 (130)           | 942               | 21.1325 | Ninguno                           | Ninguno          | Ninguno         | N/A                     | 2        |
| Earl                    | 25 de agosto – 4 de septiembre | Huracán categoría 4                        | 230 (145)           | 927               | 27.69   | Nueva Escocia, Canadá             | 4 de septiembre  | 120 (75)        | $45 millones            | 5 (3)    |
| Earl                    | 25 de agosto – 4 de septiembre | Huracán categoría 4                        | 230 (145)           | 927               | 27.69   | Isla del Príncipe Eduardo, Canadá | 4 de septiembre  | 110 (70)        | $45 millones            | 5 (3)    |
| Fiona                   | 30 de agosto – 3 de septiembre | Tormenta tropical                          | 100 (65)            | 998               | 3.0775  | Ninguno                           | Ninguno          | Ninguno         | N/A                     | 0        |
| Gaston                  | 1 – 2 de septiembre            | Tormenta tropical                          | 65 (40)             | 1005              | 0.245   | Ninguno                           | Ninguno          | Ninguno         | N/A                     | 0        |
| Hermine                 | 5 – 9 de septiembre            | Tormenta tropical                          | 110 (70)            | 989               | 1.58    | Matamoros, México                 | 7 de septiembre  | 110 (70)        | $740 millones           | 52 (50)  |
| Igor                    | 8 – 21 de septiembre           | Huracán categoría 4                        | 250 (155)           | 924               | 41.9075 | Terranova, Canadá                 | 21 de septiembre | 140 (85)        | $201 millones           | 4        |
| Julia                   | 12 – 20 de septiembre          | Huracán categoría 4                        | 220 (140)           | 948               | 15.5125 | Ninguno                           | Ninguno          | Ninguno         | N/A                     | 0        |
| Karl                    | 14 – 18 de septiembre          | Huracán categoría 3                        | 205 (125)           | 956               | 6.25    | Península de Yucatán, México      | 15 de septiembre | 100 (65)        | $3.9 mil millones       | 22       |
| Karl                    | 14 – 18 de septiembre          | Huracán categoría 3                        | 205 (125)           | 956               | 6.25    | Veracruz, México                  | 17 de septiembre | 185 (115)       | $3.9 mil millones       | 22       |
| Lisa                    | 20 – 26 de septiembre          | Huracán categoría 1                        | 140 (85)            | 982               | 4.0525  | Ninguno                           | Ninguno          | Ninguno         | N/A                     | 0        |
| Matthew                 | 23 – 26 de septiembre          | Tormenta tropical                          | 95 (60)             | 998               | 1.5125  | Nicaragua-Honduras                | 24 de septiembre | 95 (60)         | $174 millones           | 126      |
| Matthew                 | 23 – 26 de septiembre          | Tormenta tropical                          | 95 (60)             | 998               | 1.5125  | Monkey River Town, Belice         | 25 de septiembre | 65 (40)         | $174 millones           | 126      |
| Nicole                  | 28 – 29 de septiembre          | Tormenta tropical                          | 75 (45)             | 995               | 0.6875  | Cienfuegos, Cuba                  | 29 de septiembre | 75 (45)         | $245 millones           | 16       |
| Otto                    | 6 – 10 de octubre              | Huracán categoría 1                        | 140 (85)            | 976               | 4.425   | Ninguno                           | Ninguno          | Ninguno         | $225 millones           | 0        |
| Paula                   | 11 – 15 de octubre             | Huracán categoría 2                        | 165 (105)           | 981               | 7.5425  | Nicaragua-Honduras                | 11 de octubre    | 85 (50)         | N/A                     | 1        |
| Paula                   | 11 – 15 de octubre             | Huracán categoría 2                        | 165 (105)           | 981               | 7.5425  | Pinar del Río, Cuba               | 14 de octubre    | 100 (65)        | N/A                     | 1        |
| Richard                 | 20 – 25 de octubre             | Huracán categoría 2                        | 155 (100)           | 977               | 4.9775  | Belice                            | 25 de octubre    | 155 (105)       | $80 millones            | 1 (1)    |
| Shary                   | 28 – 30 de octubre             | Huracán categoría 1                        | 120 (75)            | 989               | 2.1025  | Ninguno                           | Ninguno          | Ninguno         | N/A                     | 0        |
| Tomás                   | 29 de octubre – 7 de noviembre | Huracán categoría 2                        | 155 (100)           | 982               | 11.85   | Barbados                          | 30 de octubre    | 110 (70)        | $463 millones           | 51       |
| Tomás                   | 29 de octubre – 7 de noviembre | Huracán categoría 2                        | 155 (100)           | 982               | 11.85   | Isla de San Vicente               | 30 de octubre    | 155 (100)       | $463 millones           | 51       |
| Tomás                   | 29 de octubre – 7 de noviembre | Huracán categoría 2                        | 155 (100)           | 982               | 11.85   | Islas Turcas y Caicos             | 6 de noviembre   | 110 (70)        | $463 millones           | 51       |
| Totales de la temporada |                                |                                            |                     |                   |         |                                   |                  |                 |                         |          |
| 21 ciclones             | 25 de junio - 7 de noviembre   |                                            | 250 (155)           | 924               | 164.52  | 21                                | 21               | 21              | $7.39 mil millones      | 315 (77) |